# Bouée
Bouée (Gallo: Bóey; bretonisch Bozeg) ist eine französische Gemeinde mit 1.100 Einwohnern (Stand 1. Januar 2022) im Département Loire-Atlantique in der Region Pays de la Loire. Sie gehört zum Arrondissement Saint-Nazaire und zum Kanton Blain. Die Einwohner werden Bouésiens/Bouésiennes (manchmal auch Bouéziens/Bouéziennes) genannt.

## Lage
Die Gemeinde Bouée liegt nördlich der Loire. Zur Gemeinde gehören das Dorf, der Weiler Rohars und zahlreiche Kleinsiedlungen und Einzelgehöfte. Der Ort liegt rund 24 Kilometer ostnordöstlich der Stadt Saint-Nazaire im Westen des Départements Loire-Atlantique. Die Großstadt Nantes ist 29 Kilometer in südöstlicher Richtung entfernt.
Nachbargemeinden von Bouée sind Savenay im Norden, Malville im Nordosten, Cordemais im Osten, Le Pellerin im Südosten, Frossay im Süden und Lavau-sur-Loire im Westen.

## Geschichte
Die Gemeinde gehörte von 1793 bis 1801 zum Distrikt Savenay. Von 1801 bis 1868 war sie Teil des Arrondissements Savenay. Seither ist sie Teil des Arrondissemts Saint-Nazaire.

## Bevölkerungsentwicklung
| Jahr                       | 1962 | 1968 | 1975 | 1982 | 1990 | 1999 | 2006 | 2016 | 2022 |
| -------------------------- | ---- | ---- | ---- | ---- | ---- | ---- | ---- | ---- | ---- |
| Einwohner                  | 525  | 455  | 435  | 571  | 618  | 661  | 807  | 956  | 1100 |
| Quellen: Cassini und INSEE |      |      |      |      |      |      |      |      |      |

## Sehenswürdigkeiten
- Château de la Cour-de-Bouée, Schloss aus dem 18./19. Jahrhundert
- Moulin de Rochoux, Mühle aus dem frühen 16. Jahrhundert, seit 1982 ein Monument historique[1]
- Kirche Notre-Dame, älteste Teile der Kirche stammen aus dem 15. Jahrhundert
- Überreste der Kapelle Sainte-Anne in Rohars aus dem 14. Jahrhundert
- Manoir de Couëbas, Herrenhaus aus dem 15. Jahrhundert
- Manoir de la Rostannerie, Herrenhaus aus dem 17. Jahrhundert
- Manoir de la Paclais, Herrenhaus aus dem 17. Jahrhundert
- Haus von Le Mont-des-Ormes, erbaut 1648
- Stele von La Gautrais
- Häuser aus dem 17./18. Jahrhundert in La Basse-Noë
- Kreuz croix des Margats (19. Jahrhundert) an der Route de La Boutonnais
- Kreuz croix Boisard (19. Jahrhundert) an der Route de La Bignonnais
- Hafen von Bouée in Rohars
- Loire-Insel Île Pipy
- Denkmal für die Gefallenen[2]

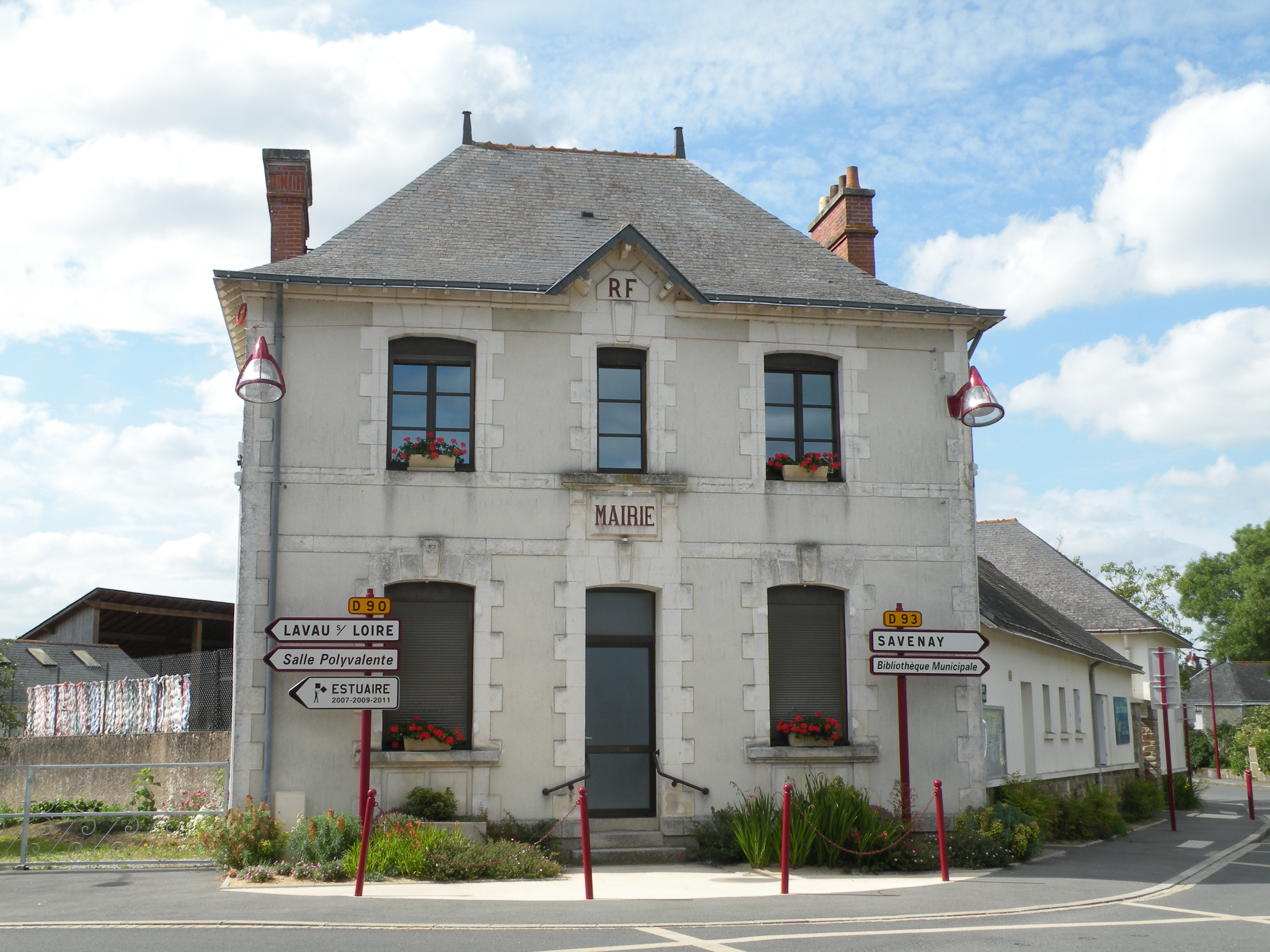
Mairie Bouée
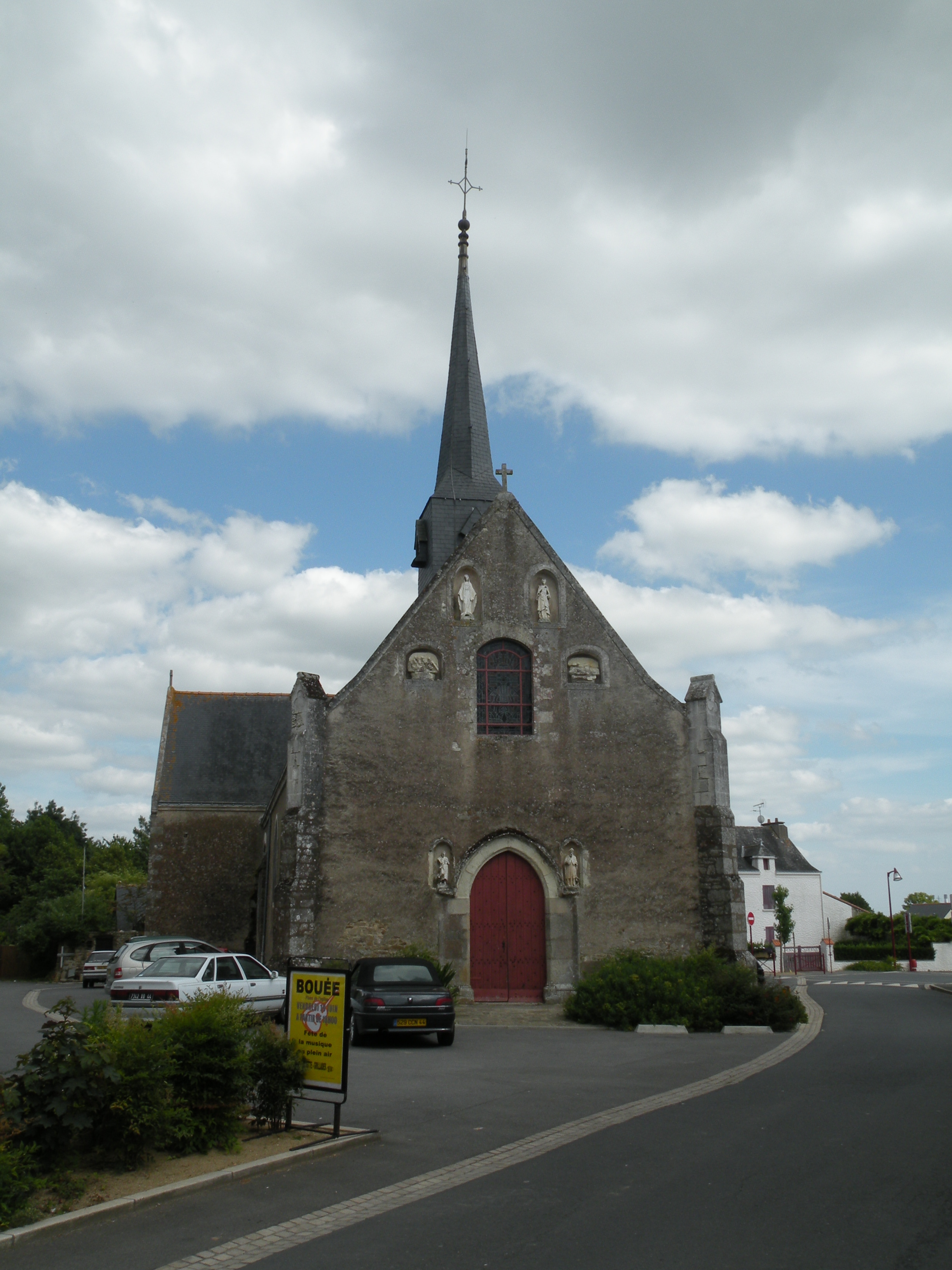
Kirche Notre-Dame
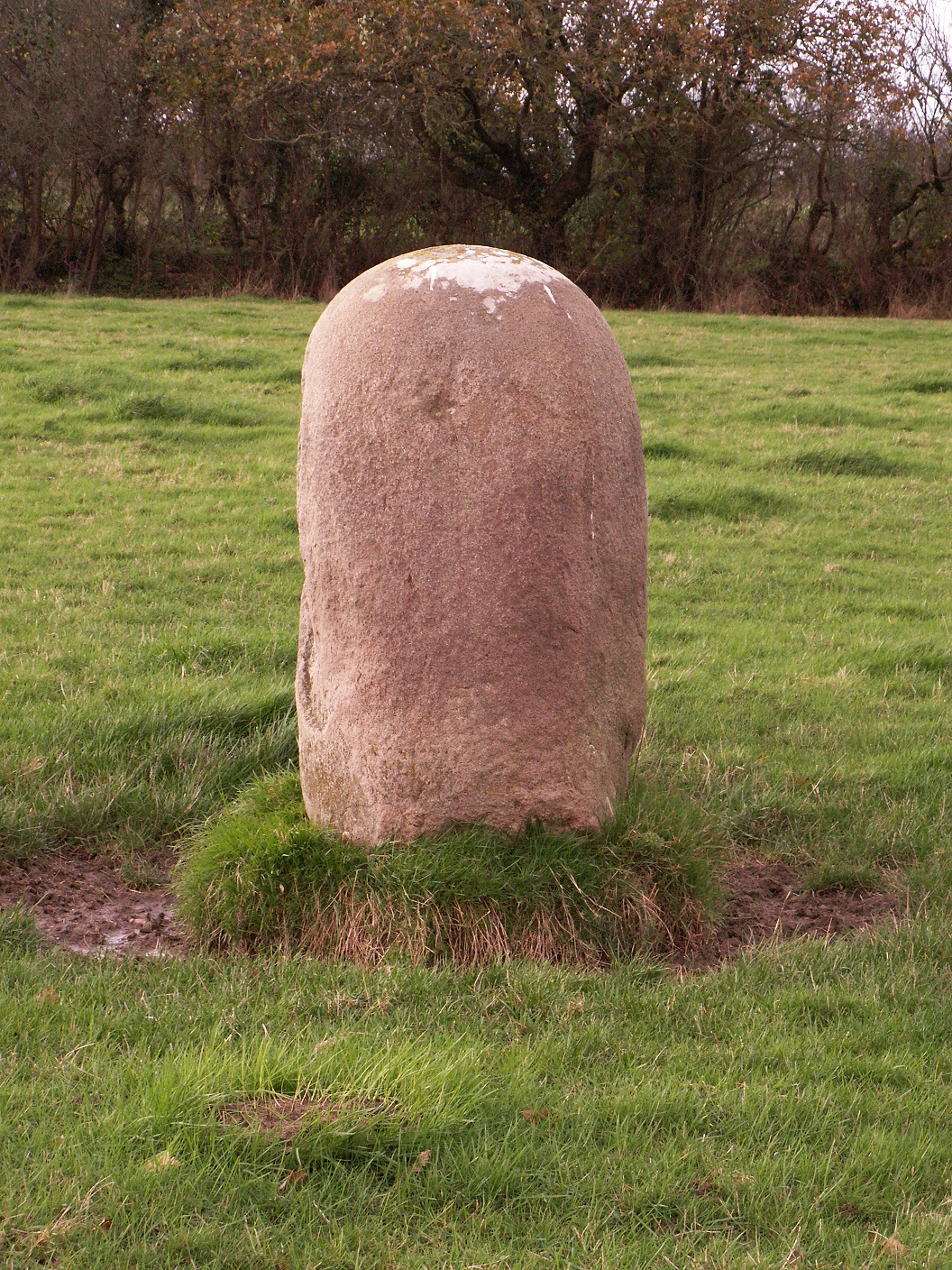
Stein von Rudesse
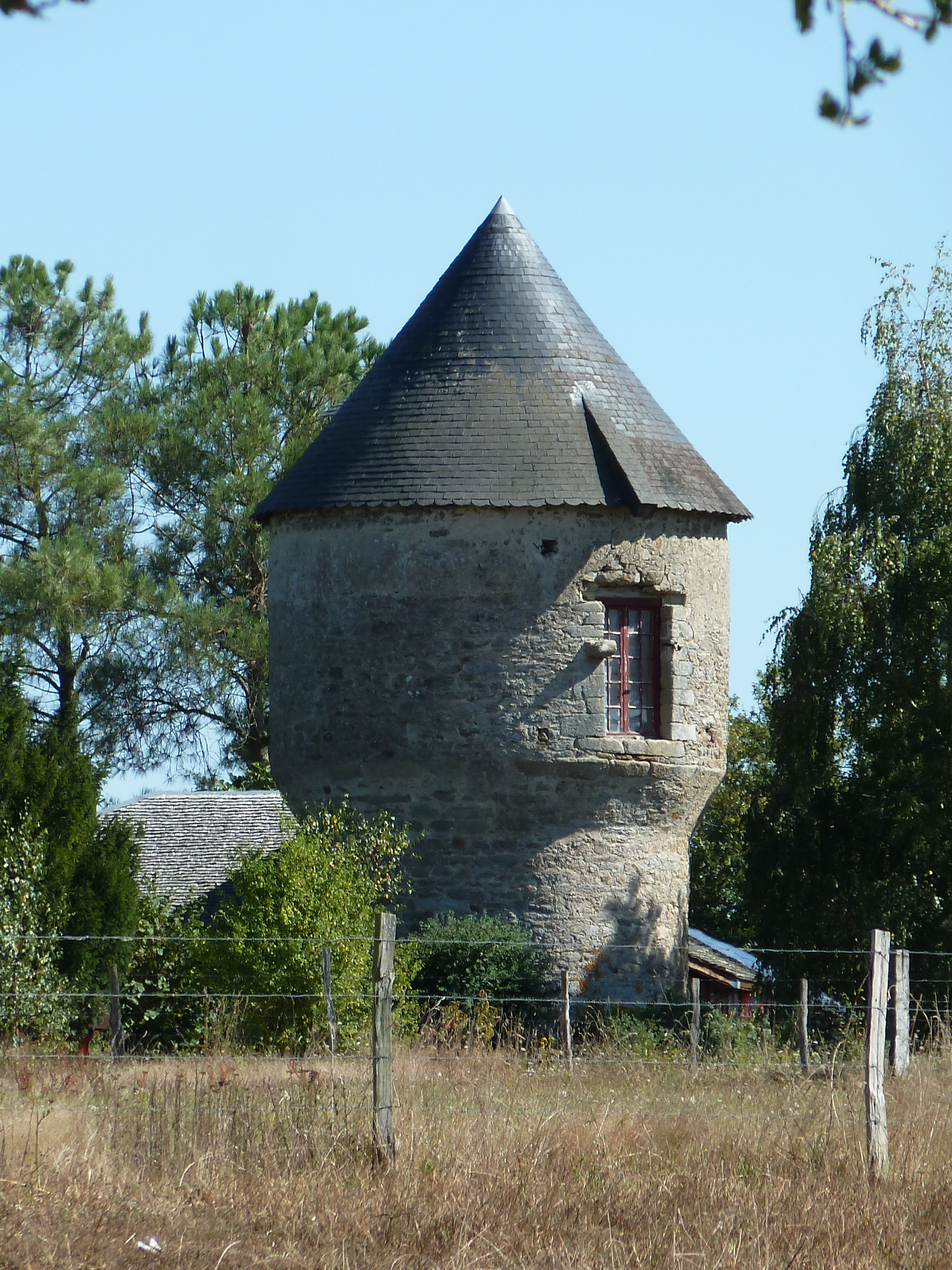
Mühle von Rochoux
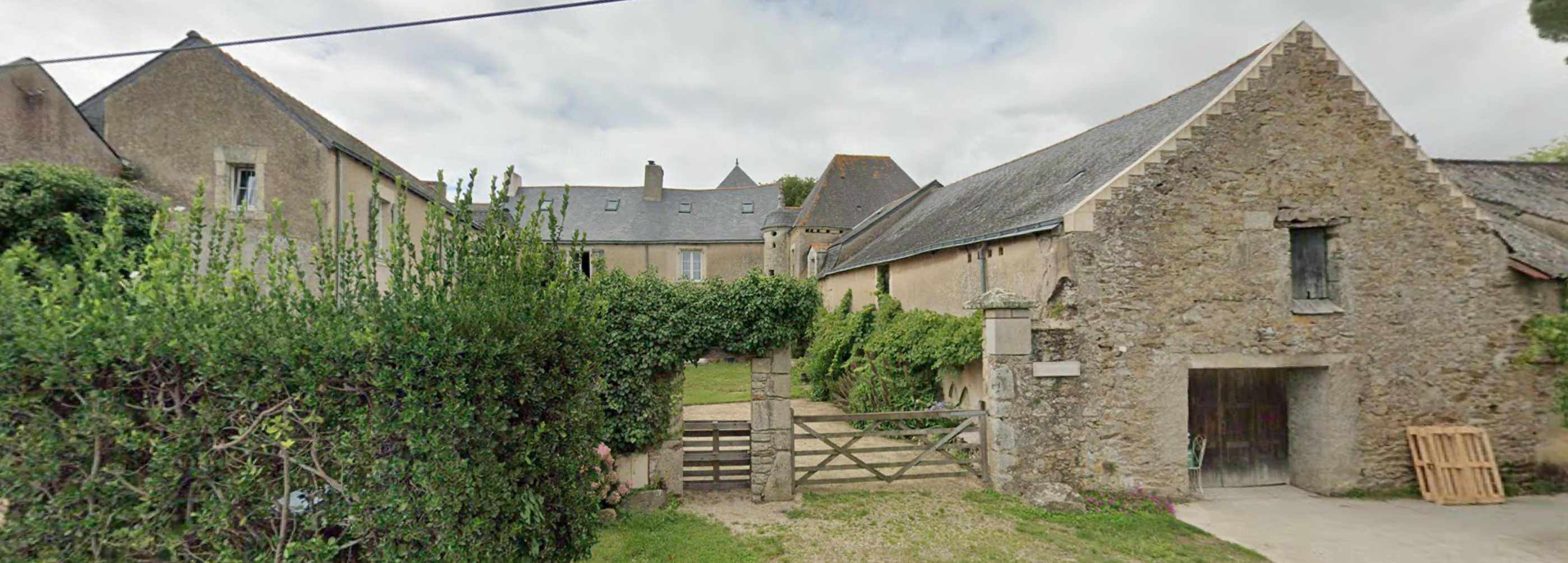
Manoir de la Rostannerie